# Rodrigo Amarante
Rodrigo Amarante de Castro Neves, noto come Rodrigo Amarante (Rio de Janeiro, 6 settembre 1976), è un chitarrista, cantante, polistrumentista e arrangiatore brasiliano.

## Biografia

### I primi anni
Ha studiato giornalismo alla scuola di specializzazione, PUC-Rio, dove ha incontrato Marcelo Camelo e Rodrigo Barba. Dopo un paio di prove con Los Hermanos, è stato invitato ad unirsi alla band.
Nel 2006, ha vinto il premio come "miglior strumentista" al Prêmio Multishow de Música Brasileira.
Nel 2007, dopo la pausa con Los Hermanos si dedica alla Orquestra Imperial, una band in cui suona con Moreno Veloso, figlio di Caetano Veloso, Nina Becker, e l'attrice Thalma de Freitas. Sempre nel 2007 è in California per registrare, Smokey Rolls Down Thunder Canyon, con Devendra Banhart, dove ha iniziato a scrivere canzoni con Fabrizio Moretti e Binki Shapiro, trio che sarebbe presto diventato, i Little Joy.
Nell'album, Rádio Alegria, uscito nel novembre 2007, del gruppo portoghese, Os Azeitonas, vi è una canzone di Rodrigo Amarante dal titolo, Hola Rubi, in italiano, Ciao, Ruby, con testi di Amarante e di Os Azeitonas.
Nel 2007, Rodrigo Amarante con Fabrizio Moretti e Binki Shapiro forma il trio, Little Joy, un supergruppo rock brasiliano/americano. Il cantante/chitarrista Amarante da Los Hermanos unisce le forze con il musicista americano, cantante, cantautore Binki Shapiro e con il batterista dei The Strokes, Fabrizio Moretti. Amarante e Moretti si erano incontrati nel 2006, a un festival a Lisbona, dove suonavano le loro band, dando l'idea ad un nuovo progetto musicale estraneo alle loro rispettive band. La banda, Little Joy é distribuita dall'etichetta Rough Trade Records.

### La carriera solista
Nel 2014, Rodrigo Amarante ha pubblicato il suo primo album da solista, Cavalo, una delle prime uscite con l'etichetta Easy Sounds Recording Company. L'album ha ricevuto forti critiche, ma comunque caratterizzata, secondo la National Public Radio, come una delle "50 canzoni preferite del 2014". L'album ha riscosso successo in tutto il mondo, mentre Rodrigo venne invitato,con i suoi tour, in oltre trenta diversi paesi. Inoltre è stato chiamato in vari spettacoli, come Live Session Deezer, NPR Musica, e in un lavoro congiunto a radio KEXP con Vincent Moon, tra gli altri, sia all'IA Take Away Show che alla Blogotheque.
Nel 2015 scrisse il brano Tuyo come sigla di apertura per la serie Netflix, Narcos. Ha dichiarato di aver composto il brano pensando al tipo di musica che avrebbe potuto ascoltare la madre di Pablo Escobar mentre cresceva il figlio, futuro re del narcotraffico.

## Collaborazioni
- All'album, Gilbertos Sambas, di Gilberto Gil, sia come arrangiatore che strumentista.
- Al Dipartimento NYC Subway Poesia, con Tom Zé nel suo disco, Tropicália Lixo Logico.
- Agli album, Smokey Rolls Down Thunder Canyon, What Will We Be, e Mala di Devendra Banhart come strumentista e come cantante.
- All'album, Nu Com A Minha Música[9], con Marisa Monte e Devendra Banhart per la Red Hot Organization.
- All'album, Minor Love, di Adam Green, come strumentista.
- Al brano, Azul con Natalia Lafourcade, come cantante.
- Al brano, O que se Quer[10] scritto e arrangiato con Marisa Monte.
- All'album, Maré, di Adriana Calcanhotto, come arrangiatore e strumentista.
- All'album, Nenhuma Dor, di Gal Costa, come arrangiatore, strumentista e cantante.

## Discografia parziale

### Con Los Hermanos
- 1999 - Los Hermanos
- 2001 - Bloco do Eu Sozinho
- 2003 - Ventura
- 2005 - 4

### Con i Little Joy
- 2008 - Little Joy

### Come solista
- 2013 - Cavalo
- 2021 - Drama

## Colonne sonore
- 7 giorni a Entebbe (Entebbe), regia di José Padilha (2018)
- His Three Daughters, regia di Azazel Jacobs (2023)